# Historische Triftigkeit
Als historische Triftigkeit bezeichnet man das Beurteilungskriterium einer Narration. Dabei wird zwischen drei Aspekten von Triftigkeit unterschieden: und zwar dem empirischen, normativen und narrativen. Diese drei Beurteilungsaspekte stehen in einem wechselseitigen Zusammenhang und sollen dabei helfen, historische Darstellungen auf ihren Geltungsanspruch hin zu reflektieren und zu überprüfen.

## Begriffsgeschichte
Das Adjektiv „triftig“ ist seit dem 15. Jahrhundert im deutschen Sprachraum bezeugt und bedeutet ursprünglich so viel wie „(zu)treffend“. Das Substantiv wird nachfolgend in der Bedeutung von „Zuständigkeit“ verwendet oder auch als „Gewichtigkeit“ oder „Eindringlichkeit“.
In neuerer Zeit wird der Begriff der Triftigkeit in der „Theorie des kommunikativen Handelns“ von Jürgen Habermas relevant, in der argumentiert wird, dass eine Bewertung von Gründen ohne eine Reflexion des eigenen Für-triftig-Haltens dieser Gründe nicht zureichend erfolgen kann.

## Herleitung der historischen Triftigkeitskriterien
Laut Rüsen unterscheiden sich die Kriterien der Triftigkeit der wissenschaftlichen historischen Darstellungen nicht grundsätzlich von den Kriterien der Glaubwürdigkeit von anderen Erscheinungsformen des historischen Denkens. Geschichte als Wissenschaft hat jedoch einen höheren Anspruch an den Wahrheitsgehalt ihrer Erzählungen. Sie tritt mit dem Anspruch auf, dass ihre gewonnenen historischen Erkenntnisse allgemeingültig sind. Hier sieht Rüsen den Zweck der Geschichte als Wissenschaft:
„Das ganze Pathos der Wissenschaft und mit ihm dasjenige, was den Aufwand der Wissenschaft allererst verständlich macht, lohnt und rechtfertigt, liegt aber darin, dass sie Resultate in der Form einer historischen Erkenntnis produziert, deren Geltungsanspruch von jedem, der überhaupt von Geschichten Geltung verlangt, geteilt werden muss.“
Um die Kriterien des Geltungsanspruchs von Geschichte als Wissenschaft herausarbeiten zu können, untersucht Rüsen die Glaubwürdigkeit von alltäglichen Geschichten. Als «wahr» gelten im Alltag Geschichten, wenn man ihnen zustimmen kann oder wenn Zweifel an der Geschichte ausgeräumt werden können. Die Glaubwürdigkeit einer Geschichte kann laut Rüsen aufgrund von drei Kriterien in Frage gestellt werden und muss daher auf diese drei Arten ihren Geltungsanspruch begründen können. Rüsen nennt diese Kriterien empirische, normative und narrative Triftigkeit. Geschichten können mit diesen drei Geltungsansprüchen überprüft werden. Bei einer historischen Darstellung müssen diese Kriterien gleichzeitig in den Blick genommen werden.

## Aspekte historischer Triftigkeit

### Empirische Triftigkeit
Narrationen begründen ihren Geltungsanspruch, indem sie belegen, dass die berichteten Ereignisse oder Abläufe etc. tatsächlich stattgefunden haben. Dies geschieht im wissenschaftlichen Kontext immer, indem Angaben über die Quellen gemacht werden, z. B. Angaben über die verwendeten Urkunden, Augenzeugenberichte, Akten, Filme etc. Jörn Rüsen nennt dieses Kriterium empirische Triftigkeit: „Empirisch triftig sind Geschichten, wenn die in ihnen behaupteten Tatsachen durch Erfahrung gesichert sind.“ Das Kriterium der empirischen Triftigkeit ist nicht alleine auf historische Darstellungen anwendbar, sondern auf alle Aussagen, die Tatsachen zum Ausdruck bringen, beispielsweise auch auf medizinische Berichte.

### Normative Triftigkeit
Eine Narration kann ihren Geltungsanspruch ferner auch dadurch belegen, dass sie erklärt, warum sie überhaupt erzählt wird. Aus der Vergangenheit werden aufgrund von gesellschaftlichen Normen und Werten bestimmte Ereignisse oder Abläufe etc. ausgewählt sowie miteinander verknüpft und interpretiert. Dadurch wird die Relevanz der Narration für den Adressaten begründet. Rüsen nennt diese Art von Geltungsanspruch normative Triftigkeit:
„Geschichten begründen ihren Geltungsanspruch, indem sie darlegen, dass das von ihnen erzählte Geschehen eine Bedeutung für die Lebenspraxis ihrer Adressaten hat. […] Historische Wahrheit kann in dieser Begründungshinsicht als normative Triftigkeit bezeichnet werden. Normativ triftig sind Geschichten, wenn die in ihnen behaupteten Bedeutungen durch geltende Normen gesichert sind.“
Über die normative Triftigkeit erhält Geschehenes also Bedeutung für die Lebenspraxis des Adressaten. Darüber hinaus sind Narrationen dann normativ triftig, wenn die in ihnen aufgeführten Bedeutungen den Normen ihrer Erzählgegenwart entsprechen.
Auch dieses Kriterium wird nicht alleine auf historische Darstellungen angewendet, sondern auf alle Aussagen, die Sinn- und Zweckbestimmungen menschlichen Handelns thematisieren, wie zum Beispiel Tugendlehren und gesetzliche Vorschriften.

### Narrative Triftigkeit
Die narrative Triftigkeit bezeichnet die Einordnung des „erzählten Geschehens in die Einheit einer in sich sinnvollen Erzählung“. Die Tatsachen (empirische Triftigkeit) und Relevanz (normative Triftigkeit) werden zu einer Erzählung verknüpft. So entsteht ein weiteres Kriterium, mit dem das Gelingen dieser Synthese beurteilt werden kann. Die Synthese wird dabei von einer Sinnbestimmung oder Idee geleitet.
Das Kriterium der narrativen Triftigkeit stellt, so Rüsen, die oberste Instanz für den Geltungsanspruch einer Geschichte dar:
„Narrativ triftig sind Geschichten, wenn der von ihnen als Kontinuität im Zeitfluss dargestellte Sinnzusammenhang zwischen Tatsachen und Normen durch Sinnkriterien (Ideen als oberste Gesichtspunkte der Sinnbildung) gesichert ist, die in der Lebenspraxis ihrer Adressaten wirksam sind.“
Im Gegensatz zu der empirischen und normativen Triftigkeit ist das Kriterium der narrativen Triftigkeit auf die Sinnbildungsleistung bezogen, welche durch das historische Erzählen geleistet wird. Das ist spezifisch für den Bereich der Geschichte. Die narrative Triftigkeit zielt auf die innere Einheit von Tatsachen und Normen und kann daher nicht unabhängig von den anderen Kriterien zur Begründung des Geltungsanspruchs von Narrationen verwendet werden.

## Triftigkeit im Geschichtsunterricht

### Triftigkeit und geschichtsdidaktische Kompetenzmodelle
Rüsens Kriterium der Triftigkeit bildet für zahlreiche Kompetenzmodelle die konzeptionelle Grundlage. Entsprechend der geschichtstheoretischen Einsicht, dass historische Kenntnisse und Fertigkeiten durch historisches Erzählen über Zeiterfahrung erworben werden, haben Kompetenzmodelle wie jenes von Peter Gautschi ihren theoretischen Bezugspunkt bei den Kriterien der historischen, insbesondere narrativen Triftigkeit. Denn erst durch das Erzählen wird Vergangenes vergegenwärtigt.
Die meisten der geschichtsdidaktischen Kompetenzmodelle rücken die narrative Kompetenz, gemessen an der Kriterien der Triftigkeit, in das Zentrum der geschichtsunterrichtlichen Praxis.

### Triftigkeit und die Beurteilung von Geschichtsunterricht
Obwohl sich Rüsens Überlegungen zur Triftigkeit von Narrationen nicht explizit auf den Geschichtsunterricht beziehen, lässt sich mit diesen Gültigkeitskriterien auch die Qualität von Unterricht beschreiben. Für die Umsetzung müssen die drei Aspekte der historischen Triftigkeit für den Geschichtsunterricht angepasst werden und erfüllen neu die Kriterien der Sinnbildung (normative Triftigkeit), Erzählung (narrative Triftigkeit) und Medien/Quellen (empirische Triftigkeit). Die Sinnbildung soll dabei helfen, die Bildungsabsicht darzustellen und offenlegen, weshalb man etwas im Unterricht behandelt. So nimmt beispielsweise die Transparenz eine wichtige Rolle ein und soll visible learning ermöglichen.
Für das Kriterium der empirischen Triftigkeit ist entscheidend, ob die verwendeten Quellen zur Beantwortung der gestellten Frage dienen. Zusätzlich soll gesichert werden, dass Quellen die Funktion besitzen, über die Vergangenheit plausible und nachvollziehbare Aussagen zu ermöglichen. Die Quellen müssen deshalb mit der Fragestellung korrespondieren und sollten eine überschaubare, aber dafür eingehende Auseinandersetzung zulassen. Die Kategorie der Erzählung (narrative Triftigkeit) rückt den Erkenntnisprozess in den Vordergrund und interessiert sich für die von der Lehrperson angelegte Struktur der Narration und wie diese durch die beteiligten Lernenden kritisch reflektiert werden soll.